# 阿井幸作
阿井幸作（日语：／，1984年—）出生于北海道，毕业于北海学园大学人文学部日本文化学科。是一位现居北京的中国文学翻译家。

## 经历
2007年，阿井幸作留学中国人民大学，学习了汉语，并从此留在了北京。他曾在日资免费报纸发行公司、翻译公司等企业工作，现在则在一家杂志社任职。在中国留学期间，阿井对中国的推理小说产生了兴趣，此后经常在自己的推特、博客和专栏中介绍中国推理小说。
阿井幸作每月在翻译推理小说大赏联合会（翻訳ミステリー大賞シンジケート）的网站上撰写专栏《中国推理乱炖》（中国ミステリの煮込み），为日本读者介绍中国推理小说业界的最新消息。他也会在自己的个人博客上发布中国推理小说的书评。
2018年，阿井幸作与泉京鹿一起日译了《那些年，我们一起追的女孩》。

## 译书
- あの頃、君を追いかけた 九把刀 講談社文庫 2018年 （原题：《那些年，我们一起追的女孩》，与泉京鹿共译）ISBN 4065130611
- 知能犯之罠 (官僚謀殺シリーズ) 紫金陈 行舟文化 2019年 （原题：《谋杀官员Ⅰ逻辑王子的演绎》）ISBN 490973502X